# Xyris savanensis
Xyris savanensis är en gräsväxtart som beskrevs av Friedrich Anton Wilhelm Miquel. Xyris savanensis ingår i släktet Xyris och familjen Xyridaceae. Inga underarter finns listade i Catalogue of Life.